# Rádio de galena
Rádio de galena é um dos receptores de rádio mais simples de modulação AM que se pode construir. Ele utiliza as propriedades semicondutoras do mineral galena, um dos primeiros semicondutores utilizados, ou seja, antes do germânio e silício. Ele demanda uma antena de grande extensão (tipicamente 15 m) de fio cru, um circuito ressonante formado por uma bobina em um capacitor, em que um deles é variável (vide indutor variável e capacitor variável) sintonizado na frequência AM de interesse, passando por um circuito retificador (formado pelo diodo de galena) associado com um circuito "passa-baixa" do tipo RC (resistor-capacitor) que filtra as altas freqüências. O sinal sintonizado, retificado e filtrado é transmitido diretamente a um transdutor de alta impedância do tipo de cristal ou cerâmico. O rádio de galena não necessita de fonte de energia para produzir som audível no monofone pois toda a energia é captada pela antena de grandes dimensões, tipicamente de 1/2, 1/4 e 1/8 do comprimento de onda a ser sintonizado.

## Esquema Elétrico
O esquema elétrico de um rádio de galena é muito simples, e uma das implementações é representada na figura abaixo:
Existem outras formas de implementar um rádio de galena, sobretudo quando o elemento sintonizador variável é o indutor.
| Esquema Elétrico de um Rádio de Galena com Capacitor Variável para Sintonizar a Freqüência AM | Cristal de galena. |
|                                                                                               |                    |

## Esquema de Blocos
O Esquema de blocos de um Rádio de Galena, cujo elemento variável de sintonização é um capacitor, é descrito no esquema a seguir:
Nesse diagrama, o primeiro bloco é formado pelo sintonizador de frequência AM. A frequência de sintonização é dada pela fórmula de Hertz:
{\displaystyle \omega _{o}={1 \over {\sqrt {L_{1}\cdot CV_{1}}}}} rad/s
ou
{\displaystyle f_{o}={1 \over 2\pi {\sqrt {L_{1}\cdot CV_{1}}}}} Hertz
Se o capacitor variável é de duas seções de 265 pF associadas em paralelo, obtendo-se 530 pf, o indutor necessário para sintonizar as freqüências das rádios AM (530 até 1700 Khz) é de 0,18 mH.
O segundo bloco é formado pelo demodulador de AM que consiste de um retificador de altas-frequências formado pelo Diodo de Galena {\displaystyle D_{1}} (que também pode ser substituído por um diodo moderno de RF como o 1N4148 ou mesmo por diodos de germânio por serem mais indicados devido às suas menores queda de tensão de retificação) associado com um filtro Passa-Baixa.

O último bloco é formado pelo filtro Passa-Baixa de frequências de áudio, cuja frequência de corte é dada pela fórmula:
{\displaystyle \omega _{c}={1 \over {R_{L}\cdot C_{1}}}} rad/s
ou
{\displaystyle f_{c}={1 \over {2\pi R_{L}\cdot C_{1}}}} Hertz
Quando utilizamos a Modulação AM a banda de áudio é de apenas 4.000 Hz. Dessa forma, quando o transdutor de cristal ({\displaystyle R_{L}}) possui uma impedância de 2.000 ohms, um valor indicado para o capacitor {\displaystyle C_{1}} é de 20 nF.